# Championnat de Tunisie masculin de handball 1981-1982
Navigation
Saison précédente Saison suivante
La saison 1981-1982 du championnat de Tunisie masculin de handball est la 27e édition de la compétition. Elle est marquée par la domination de l'Espérance sportive de Tunis (EST), devenue accessible avec trois défaites contre le Club sportif de Hammam Lif (CSHL), l'Étoile sportive du Sahel (ESS) et l'Association sportive d'Hammamet et deux nuls, mais toujours capable de se retrouver dans les grandes occasions.
Renforcée par l'arrivée du gardien de l'équipe nationale, Habib Yagouta (venu de l'ESS), de Chaker Khenissi et d'Ali Habibi (venus du Widad athlétique de Montfleury), de Noureddine Aouanallah (venu du SN[Quoi ?]) et par le retour de Fawzi Sbabti, elle remporte son onzième doublé championnat-coupe de Tunisie et son douzième championnat consécutif. Elle connaît néanmoins une période d'instabilité avec deux changements d'entraîneur.
Le Stade tunisien, dirigé depuis 1977 par l'ancien entraîneur de l'EST, et le CSHL terminent respectivement à trois et quatre points du champion. Le Widad athlétique de Montfleury et l'Association sportive de l'Ariana rétrogradent en fin de saison alors que la Jeunesse sportive kairouanaise dirigée par Sayed Ayari dispute la finale de la coupe de Tunisie.

## Clubs participants
| - Espérance sportive de Tunis - Club africain - Club sportif de Hammam Lif - El Makarem de Mahdia - Sporting Club de Moknine - Association sportive d'Hammamet - Stade tunisien | - Zitouna Sports - Widad athlétique de Montfleury - Étoile sportive du Sahel - Jeunesse sportive kairouanaise - El Baath sportif de Béni Khiar - Club sportif des cheminots - Association sportive de l'Ariana |

## Compétition
Le barème de points servant à établir le classement se décompose ainsi :
- Victoire : 3 points
- Match nul : 2 points
- Défaite : 1 point
- Forfait et match perdu par pénalité : 0 point

### Classement
|    | Équipe                             | Pts | J  | G  | N | P       | Bp  | Bc  | Diff |
| -- | ---------------------------------- | --- | -- | -- | - | ------- | --- | --- | ---- |
| 1  | Espérance sportive de Tunis (T, C) | 70  | 26 | 21 | 2 | 3       | 530 | 426 | 104  |
| 2  | Stade tunisien                     | 67  | 26 | 29 | 1 | 5       | 540 | 405 | 135  |
| 3  | Club sportif de Hammam Lif         | 66  | 26 | 20 | 0 | 6       | 610 | 547 | 63   |
| 4  | Étoile sportive du Sahel           | 57  | 26 | 15 | 1 | 10      | 520 | 496 | 24   |
| 5  | Club africain                      | 55  | 26 | 14 | 1 | 11      | 520 | 538 | -18  |
| 6  | Sporting Club de Moknine           | 50  | 26 | 11 | 3 | 12 (1F) | 480 | 523 | -43  |
| 7  | Jeunesse sportive kairouanaise     | 49  | 26 | 10 | 3 | 13      | 398 | 425 | -27  |
| 8  | El Makarem de Mahdia               | 49  | 26 | 11 | 1 | 14      | 499 | 498 | 1    |
| 9  | Association sportive d'Hammamet    | 49  | 26 | 11 | 1 | 14      | 543 | 548 | -5   |
| 10 | El Baath sportif de Béni Khiar     | 49  | 26 | 10 | 3 | 13      | 427 | 444 | -17  |
| 11 | Club sportif des cheminots         | 47  | 26 | 9  | 3 | 14      | 429 | 490 | -61  |
| 12 | Zitouna Sports                     | 41  | 26 | 7  | 1 | 18      | 455 | 527 | -72  |
| 13 | Widad athlétique de Montfleury     | 41  | 26 | 6  | 3 | 17      | 451 | 528 | -77  |
| 14 | Association sportive de l'Ariana   | 37  | 26 | 4  | 3 | 19      | 524 | 595 | -71  |

|  | Champion de Tunisie 1981-1982                                                                |
|  | Relégation directe en deuxième division                                                      |
|  | (T) Tenant du titre (C) Vainqueur de la coupe de Tunisie (P) Club promu de deuxième division |

### Division d'honneur
Les champions des deux poules, le Club olympique des transports et le Club sportif hilalien, accèdent en division nationale.

## Champion
- Espérance sportive de Tunis
  - Entraîneur : Hédi Zlassi puis Hachemi Razgallah puis Khaled Achour et Mounir Jelili
  - Effectif : Tarek Laâdhari, Habib Yagouta, Ali Habibi, Mohamed Jouini et Lamjed Bouzouita (GB)[2], Khaled Achour[3], Mohamed Klaï (Lassoued), Chaker Khenissi, Zouhair Khenissi, Lotfi Rebaï, Fethi Jaafar, Rachid Hafsi, Fawzi Sbabti, Nabil Boukhris, Lotfi Tabbiche, Abdelkrim Abbes, Mondher Landoulsi, Noureddine Aouanallah, Néjib Glenza, Adel Ben Safta, Faouzi Khiari, Bouzaïane[Qui ?], Saïdane[Qui ?]